# 89 (liczba)
89 (osiemdziesiąt dziewięć) – liczba naturalna następująca po 88 i poprzedzająca 90.

## 89 w nauce
- liczba atomowa aktynu
- obiekt na niebie Messier 89
- galaktyka NGC 89
- planetoida (89) Julia

## 89 w kalendarzu
89. dniem w roku jest 30 marca (w latach przestępnych jest to 29 marca). Zobacz też co wydarzyło się w roku 89.